# Loefgrenia; communicaçoes avulsas de botânica
Loefgrenia; communicaçoes avulsas de botânica (abreviado Loefgrenia) es una revista con ilustraciones y descripciones botánicas que es editada en Sao Paulo desde el año 1961.